# Den ljusbärande ängeln
Den ljusbärande ängeln är en skulptur utförd av Michelangelo 1494–1495 och placerad i basilikan San Domenico i centrala Bologna. Michelangelo anses ha funnit inspiration från Jacopo della Quercias skulpterade portal till kyrkan San Petronio i samma stad.